# Delcídio do Amaral
Delcídio do Amaral Gómez, né le 8 février 1955, est un homme politique brésilien.
Membre du Parti des travailleurs, il dirigeait la coalition gouvernementale au Sénat entre 2003 et 2016. Il est arrêté en novembre 2015 pour tentative d'obstruction de la justice et accusé d'avoir touché 10 millions de dollars de pots-de-vin par Alstom. Ayant conclu un accord un accord de collaboration avec la justice, il remet un document de 254 pages où il accuse plusieurs personnalités de gauche comme de droite (Lula, Dilma Rousseff, Michel Temer ou encore Aécio Neves) d'avoir eu connaissance du système de financement illégal des partis politiques, en lien avec le scandale Petrobras. Il est condamné en 2022 à indemniser Lula pour des déclarations diffamatoires à son encontre.